# Gustav Meyrink
Gustav Meyrink (Viena, 19 de enero de 1868-Starnberg, 4 de diciembre de 1932) fue un escritor austríaco, conocido sobre todo por su primera novela, El Golem (1915), clásico de la literatura fantástica del siglo xx.

## Biografía
Gustav Meyrink (bautizado como Gustav Meier) nació en Viena, como resultado del amorío entre el barón Karl Warnbühler von und zu Hemmingen y una actriz de segunda fila, Maria Wilhelmina Adelheid Meier. La familia paterna no se interesó por él hasta que se convirtió en un escritor famoso, momento en que le ofrecieron hacer uso oficial de su apellido. Gustav, que había adoptado el apellido Meyrink como nombre artístico, declinó la oferta. En numerosos personajes de sus novelas se distinguen los rasgos de sus progenitores: ancianos nobles de hábitos ridículos y actrices fracasadas.
Ejerció como banquero, pero una acusación por fraude lo llevó a la cárcel y arruinó su carrera como financiero. Finalmente, pudo vivir (en un principio muy ajustadamente) de su talento literario, como traductor al alemán (de Dickens) y narrador.
Una profunda crisis vital le llevó a intentar suicidarse a los 24 años. En el momento en que se disponía a dispararse en la cabeza con una pistola, alguien abandonó bajo su puerta un pequeño folleto titulado La vida postrera. Asombrado por aquella coincidencia, Meyrink se interesó por los fenómenos ocultos y las tradiciones esotéricas, que tienen una importante presencia en sus obras. Como otros artistas del fin de siglo, fue miembro durante algún tiempo de la Orden Hermética de la Aurora Dorada, una organización secreta dedicada al estudio del ocultismo.
Su matrimonio con Philomene Bernt (1905) le dio dos hijos: Sybille Felizitas (1906) y Harro Fortunat (1908). Este último, tras un grave accidente sucedido mientras esquiaba, se suicidó a los 24 años (la misma edad a la que Meyrink había intentado matarse). Meyrink murió poco después, el 4 de diciembre de 1932, en Starnberg, Alemania.

## Temas
En su obra más conocida, la novela El Golem (1915), Meyrink ofrece una visión simbólica de este personaje legendario del folclore judío, que a su juicio encarna la potencia oculta (monstruosa e informe por estar aún «dormida») que anida en el inconsciente de todos los hombres, y en especial en el de los judíos del gueto de Praga.
Sus novelas posteriores desarrollan la misma fórmula: material tradicional procedente del folclore europeo, reinterpretado desde una perspectiva simbolista y esotérica, influida por la alquimia, la cábala, el budismo, el taoísmo y la masonería, pero enemiga de la teosofía y el espiritismo. Son temas recurrentes el sueño (concebido como puerta a otra dimensión de lo real), el doble y la amada idealizada, según el modelo de la donna angelicata de Petrarca, Ofelia o la doncella muerta de Poe.

## Obra

### Novelas
- El Golem (1915)
- El rostro verde (1916)
- La noche de Walpurga (1917)
- El dominico blanco (1921)

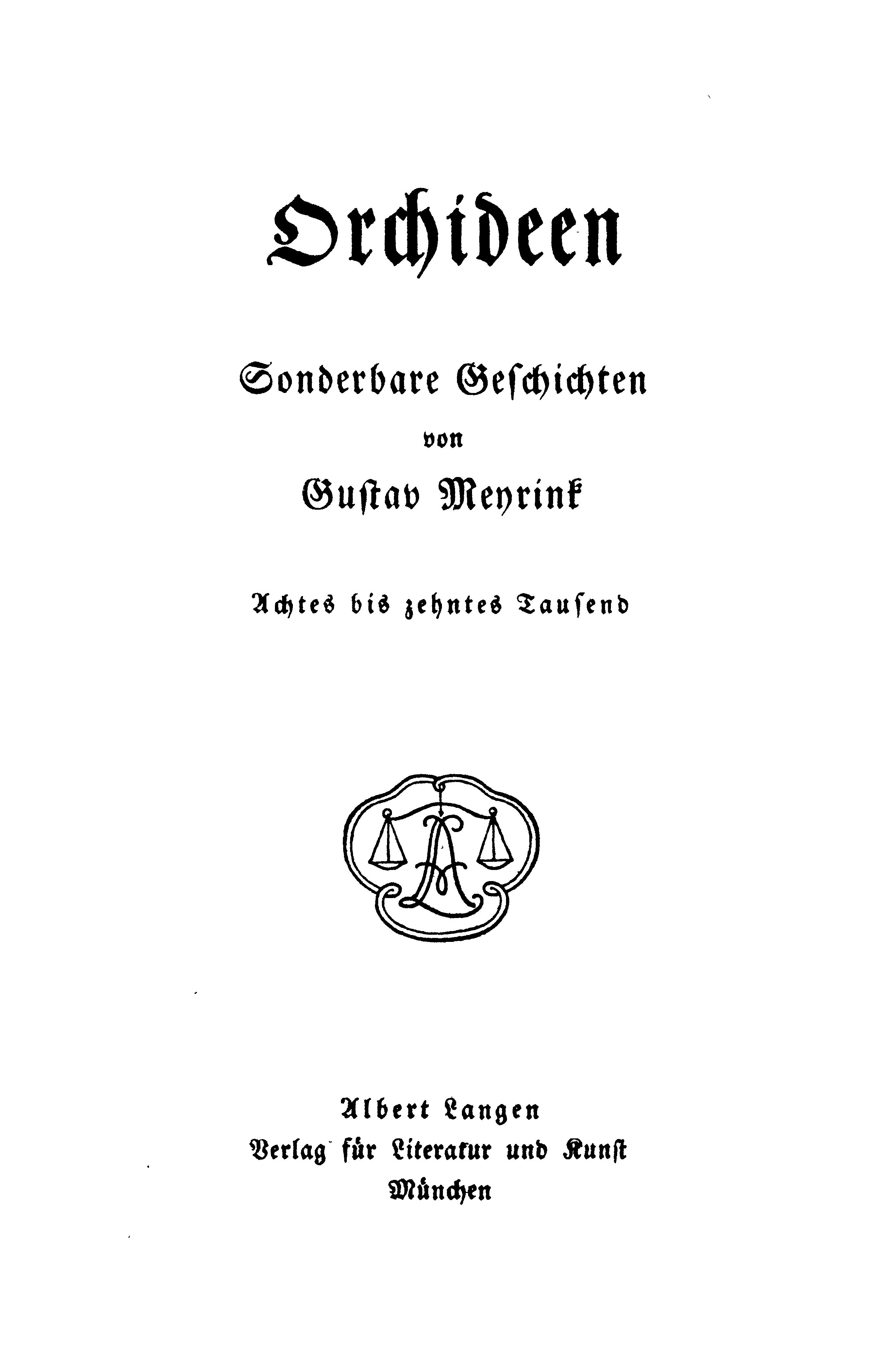
Portada de la obra Orquídeas.

- El ángel de la ventana de Occidente (1927).

### Cuentos
- El ardiente soldado y otras historias (1903)
- Orquídeas: historias extrañas (1904)
- El cuerno mágico del burgués alemán (1913)
- Murciélagos (1916)
- Cuentos de alquimistas (1925)
- El relojero
- La muerte morada
- El espejo gótico
- La casa de la última farola
- La esfera negra y otros cuentos extraños.

## Edición en castellano
- La noche de Walpurga. Valencia: El Nadir. 2012. ISBN 978-84-92890-39-2.
- El Golem. Barcelona: Plutón ediciones. 2010. ISBN 978-84-938061-4-9.
- El Golem. Madrid: Alianza Editorial. 2007. ISBN 978-84-206-6159-9.
- El ángel de la ventana de Occidente. Madrid: Valdemar. 2006. ISBN 978-84-7702-534-4.
- El Golem. Barcelona: Libros del Zorro Rojo. 2006. ISBN 978-84-96509-45-0.
- El Golem. Madrid: Valdemar. 2006. ISBN 978-84-7702-549-8.
- Murciélagos. Barcelona: Abraxas. 2006. ISBN 978-84-96196-66-7.
- Monje Laskaris. Madrid: Valdemar. 2006. ISBN 978-84-7702-552-8.
- El dominico blanco. Barcelona: Abraxas. 2003. ISBN 978-84-96196-04-9.
- El Golem. Barcelona: Tusquets Editores. 1995. ISBN 978-84-7223-834-3.
- El rostro verde. Málaga: Editorial Sirio. 1988. ISBN 978-84-7808-032-8.
- La noche de Walpurga. Barcelona: Bruguera. 1983. ISBN 978-84-02-09323-3.